# Sosoliso-Airlines-Flug 1145
Auf dem Sosoliso-Airlines-Flug 1145 (Flugnummer IATA: SO1145, ICAO: OSL1145, Funkrufzeichen: SOSOLISO 1145) verunglückte am 10. Dezember 2005 eine Douglas DC-9-32, mit der ein Flug von Abuja nach Port Harcourt durchgeführt werden sollte, bei Scherwinden am Flughafen Port Harcourt nach einem gescheiterten Fehlanflug. Bei dem Unfall starben 107 der 109 Insassen der Maschine.

## Flugzeug
Das verunglückte Flugzeug war eine Douglas DC-9-32, die im Werk von McDonnell Douglas in Long Beach im Bundesstaat Kalifornien endmontiert wurde. Das Flugzeug trug die Werknummer 47562, es handelte sich um die 685. Douglas DC-9 aus laufender Produktion. Das Rollout der Maschine erfolgte am 20. Dezember 1972. Die Maschine wurde mit dem Luftfahrzeugkennzeichen YU-AJH zugelassen und am 12. Februar 1973 an die Jugoslovenski Aerotransport (später JAT Jugoslav Airlines) ausgeliefert. Am 1. Januar 1998 wurde die Maschine an die Tuninter verleast, ehe die Maschine im April desselben Jahres in die Flotte der JAT zurückkehrte. Im April 2001 wurde die Maschine an die Bellview Airlines verleast, ab Januar 2003 dann an die Sosoliso Airlines, bei der die DC-9 mit dem Taufnamen Rose of Enugu in Betrieb ging. Es folgte ein weiterer Leasingvertrag ab August 2003. Im August 2004 wurde die Maschine schließlich mit dem nigerianischen Luftfahrzeugkennzeichen 5N-BFD registriert. Das zweistrahlige Schmalrumpfflugzeug war mit zwei Triebwerken des Typs Pratt & Whitney JT8D-9A ausgestattet. Bis zum Zeitpunkt des Unfalls hatte die Maschine eine Gesamtbetriebsleistung von 51.051 Betriebsstunden absolviert, auf die 60.238 Starts und Landungen entfielen.

## Passagiere und Besatzung
Den Inlandsflug von Abuja nach Port Harcourt hatten 102 Passagiere angetreten. Es befand sich eine siebenköpfige Besatzung an Bord, bestehend aus einem Flugkapitän, einem Ersten Offizier und fünf Flugbegleitern. Flugkapitän war der 48-jährige Nigerianer Benjamin Adekunle Adebayo, welcher über eine Flugerfahrung von insgesamt 10.050 Stunden verfügte, wovon er 1.900 Stunden mit der DC-9 absolviert hatte. Am 7. Juli 2005 hatte er sein letztes Simulatortraining an der Pan Am International Flight Academy in Miami absolviert. Erster Offizier war Gerad Yakubu Andan, ein 33-jähriger Ghanaer mit einer Flugerfahrung von insgesamt 920 Stunden, wovon 670 Stunden auf dem Typ waren. Er hatte sein letztes Simulatortraining im August 2005 mit dem Ergebnis „befriedigend“ absolviert.

## Unfallhergang
Die Maschine startete um 12:25 Uhr UTC (koordinierte Weltzeit) vom internationalen Flughafen Nnamdi Azikiwe in Abuja. Die vorgesehene Flugdauer betrug zwei Stunden und 40 Minuten. Ungefähr 90 Seemeilen vom Zielflughafen entfernt kontaktierte die Besatzung die Flugsicherung für die Freigabe zum ersten Abschnitt des Sinkfluges auf Flugfläche 160, die kurz darauf erteilt wurde. Die Maschine setzte den Sinkflug bis 13:00 Uhr fort, woraufhin sich die Besatzung nach den Wetterbedingungen am Flughafen erkundigte. Die Flugsicherung teilte der Besatzung mit, dass es keinen Niederschlag gab und vereinzelte Cumulonimbuswolken zu sehen waren. Die Besatzung bestätigte den Erhalt des Wetterberichts. Die Maschine folgte anschließend weiter ihrem Sinkprofil. Die Flugsicherung kontaktierte die Flugbesatzung kurz darauf und teilte den Piloten mit, dass am Zielflughafen Niederschlag erwartet werde. Der diensthabende Lotse erteilte der Besatzung eine Landeerlaubnis für Landebahn 21, warnte die Piloten jedoch, dass die Landebahn nass sei und mit Aquaplaning gerechnet werden müsse. Die Besatzung bestätigte den Erhalt des Funkspruches.
Als sich die Maschine im Anflug auf die unbeleuchtete Landebahn befand, konnte der Kapitän diese aufgrund der Wetterbedingungen nicht sichten. Er entschied sich daraufhin, einen Fehlanflug durchzuführen. Er rief diesen in einer Höhe von 200 Fuß (ca. 61 Meter) und damit etwa 120 Fuß (ca. 36,5 Meter) über Grund und 16 Sekunden vor dem Aufprall aus. Die Maschine befand sich damit bereits 100 Fuß (ca. 30,5 Meter) unterhalb der Entscheidungshöhe. Im nächsten Augenblick schlug die DC-9 auf einem zwischen der Lande- und der Rollbahn befindlichen Grünstreifen auf. Rund 60 Meter hinter dem Punkt des ersten Aufschlags erfasste das Heck der Maschine ein Entwässerungsrohr aus Beton. Die DC-9 begann daraufhin auseinanderzubrechen, schlitterte 790 Meter weiter und ging in Flammen auf. Das rechte Triebwerk und die hintere Treppe wurden abgeschert. Das Cockpit riss mitsamt dem vorderen Rumpfabschnitt vom Rest des Rumpfes ab und schlitterte weiter über die Rollbahn, wodurch die Trümmerspur um 330 weitere Meter auf insgesamt 1.120 Meter verlängert wurde.

## Opfer und Überlebende
Unter den 103 Passagieren und sieben Besatzungsmitgliedern gab es nur zwei Überlebende, obwohl sieben Überlebende zunächst gerettet werden konnten. Viele Passagiere überlebten den ersten Aufprall, starben jedoch bei dem daraus resultierenden Brand. Andere Passagiere starben später an ihren Verletzungen. Der Flughafen von Port Harcourt hatte ein Feuerwehrauto und keine Krankenwagen. Keines der sieben Besatzungsmitglieder überlebte den Absturz.
Unter den Passagieren befanden sich etwa 60 Schüler der Sekundarstufe des Loyola Jesuit College in der Region Federal Capital Territory in Nigeria. Zuerst fuhren Studenten des Loyola Jesuit College aus Port Harcourt mit Bussen über die Straßen zwischen Schule und Zuhause. Die zunehmende Kriminalität entlang der Straßen in den neunziger Jahren ließ die Eltern glauben, dass Straßenreisen zu gefährlich waren. Im Jahr 2001, als Sosoliso Airlines Flüge zwischen Port Harcourt und Abuja aufnahm, buchten Eltern Flüge für ihre Kinder. Von den 60 Schülern des Ignatius Loyola Jesuit College, eines Internats in Abuja wurden 59 getötet, wobei Kechi Okwuchi die einzige Überlebende ihrer Schule war. Kechi wurde im Milpark Hospital in Johannesburg, Südafrika und im Shriners Hospitals for Children in Galveston, Texas, USA behandelt. Die von Brandnarben schwer im Gesicht gezeichnete Kechi nahm später 2017 als Sängerin an der zwölften Staffel von America’s Got Talent teil und kam bis ins Finale des Wettbewerbs.
Ebenfalls auf dem Flug waren zwei Freiwillige von Ärzte ohne Grenzen auf dem Weg zur Arbeit in Port Harcourt sowie die Fernsehpredigerin Bimbo Odukoya, Pastorin der Fountain of Life Church. Odukoya erlag am Tag nach dem Unfall ihren Verletzungen. Die persönliche Assistentin der Pastorin, Bunmi Amusan, überlebte den Unfall.

## Ursache
Im Zuge der Unfalluntersuchungen wurden mehrere Zeugen befragt, die übereinstimmend angaben, dass es zum Unfallzeitpunkt dunkel gewesen sei und leicht geregnet habe. Ein Sicherheitsmitarbeiter, der sich zum Unfallzeitpunkt einen Kilometer von der Unfallstelle entfernt befunden hatte, gab an, dass die Maschine den Anflug instabil ausgeführt hatte, als sie ihn überflog. Die Landebahnbeleuchtung soll ausgeschaltet gewesen sein, da es an Dieselkraftstoff für die Notstromdieselaggregate fehlte, die diese betrieben. Als wahrscheinliche Unfallursache ermittelte die nigerianische Flugunfalluntersuchungsbehörde die Fortsetzung des Sinkfluges unter die Sicherheitshöhe, ohne dass die Besatzung die Landebahn in Sicht hatte. Es wurden mehrere beitragende Faktoren identifiziert, darunter etwa die Verzögerung im Einleiten eines Fehlanfluges durch die Besatzung. Es konnte festgestellt werden, dass zum Unfallzeitpunkt Scherwinde in der Region herrschten, die durch eine gegen 13:00 Uhr UTC von der See hereingezogene Wetterfront verursacht worden waren. Die Landebahn war unbeleuchtet und die Sicht durch Regen und Gewitter erschwert gewesen. Als weiterer beitragender Faktor wurde die Kollision der Maschine mit dem Drainagerohr ermittelt. Dieser Umstand habe die Unfallfolgen erheblich verschlimmert.

## Folgen
Nachdem es im zeitlichen Umfeld von wenigen Monaten neben diesem Unfall mit dem ADC-Airlines-Flug 53 und dem Bellview-Airlines-Flug 210 zu mehreren schweren Flugunfällen mit strahlgetriebenen Passagierflugzeugen gekommen war, erließ die nigerianische Regierung eine Vorschrift, die finanziell angeschlagene Fluggesellschaften im Land anwies, ihr Betriebsvermögen zu vermehren. Diese Maßnahme zielte darauf ab, die Sicherheit der Luftfahrt im Land zu erhöhen. Bei Nichterfüllung bis zum 30. April 2007 sollten die jeweiligen Flugzeugflotten mit einem Betriebsverbot belegt werden. Die Sosoliso Airlines stellte daraufhin zusammen mit sechs anderen nigerianischen Fluggesellschaften den Betrieb ein, darunter der ADC Airlines, die 2006 von einem ähnlichen Flugzeugabsturz betroffen war.